# Focílides
Focílides (en llatí Phocylides, en grec antic Φωκυλίδης) fou un poeta grec nadiu de Milet, contemporani de Teognis de Mègara, nascut circa la meitat del segle VI aC, a l'entorn de la 56a Olimpíada, o sigui cap al 560 aC segons Suides o a la 60a Olimpíada, el 540 aC segons Eusebi de Cesarea. Era contemporani del poeta líric Simònides de Ceos.
A Suides s'indica que va escriure poemes èpics i elegies entre els quals Παραινέσεις o Γνω̂μαι ("Paraignesis o gnomai" Recomanacions sobre el coneixement) que també s'anomenava Κεφάλαια ("Kephalaia", Les coses principals) una poesia gnòmica, raó per la qual Suides l'anomena filòsof. Es conserven divuit fragments curts dels seus poemes, que mostren menyspreu pel naixement i el temps, i demanen gaudir amb plenitud. Un dels seus preceptes és alabat per Aristòtil. El caràcter didàctic de la seva poesia es mostra amb la freqüent aparició de versos que comencen, καὶ τόδε φωκυλίδεω ("kai tode Phokilideo" i això, de Focílides). Aquestes paraules formaven l'encapçalament de cadascuna de les seccions de la seva obra. Dels poemes conservats, dos són versos elegíacs i la resta hexàmetres.
Suides afirma que alguns dels seus versos eren presos dels Oracles sibil·lins, cosa que significa que alguns versos genuïns de Focílides s'havien conservat en aquella col·lecció apòcrifa, o potser que tant els Oracles com els ποίημα νουθετικόν ("poiema nouthetikon", Poemes didàctics) contenien alguns versos antics, la veritable autoria dels quals era desconeguda.